# Kabinett Boc I

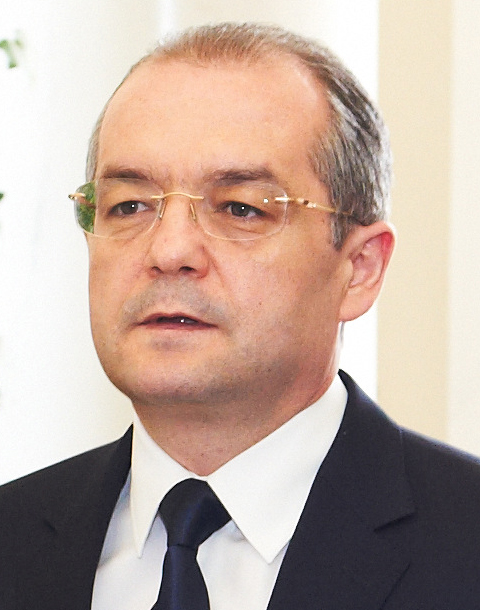
Ministerpräsident Emil Boc

Das Kabinett Boc I war die erste von Emil Boc nach der Parlamentswahl 2008 gebildete Regierung Rumäniens.

## Geschichte
Der Ministerpräsident Emil Boc und sein Kabinett wurden am 22. Dezember 2008 im rumänischen Parlament mit 324 von 471 Stimmen gewählt und besaßen ein Mandat bis November 2012. Das Kabinett löste die Regierung des PNL-Politikers Călin Popescu-Tăriceanu ab.
Regierungsparteien waren zunächst die Partidul Democrat Liberal (PD-L, Demokratisch-Liberale Partei) und die Partidul Social Democrat (Sozialdemokratische Partei). Beide Parteien stellten im Kabinett jeweils zehn Mitglieder; hinzu kam der parteiunabhängige Justizminister Cătălin Predoiu, der bereits in der Regierung von Popescu-Tăriceanu dieses Amt ausübte.
Von Beginn an gab es zwischen den beiden Regierungsparteien, die in einer Art Großer Koalition verbunden waren, zahlreiche Konflikte, die sich im Vorfeld der Präsidentschaftswahl 2009 weiter verschärften. Nachdem Boc den Innenminister Nica gegen den Willen der PSD entlassen hatte, erklärten alle sozialdemokratischen Minister ihren Rücktritt, wodurch die Koalition am 1. Oktober 2009 zerbrach.
Boc ernannte noch am gleichen Tag kommissarisch tätige Minister als Ersatz für die zurückgetretenen PSD-Minister, wobei in der Regel bereits im Amt befindliche Minister der PD-L ein weiteres Ressort übernahmen. Die Interimsminister durften 45 Tage lang amtieren.
Boc und die PD-L versuchten, eine parlamentarische Mehrheit mit Hilfe der UDMR – der Partei der in Rumänien lebenden Ungarn –, mit weiteren Abgeordneten kleiner ethnischer Minderheiten sowie mit Überläufern von PNL und PSD zustande zu bekommen. Die PNL und die UDMR initiierten jedoch ein Misstrauensvotum, das von der PSD unterstützt und am 13. Oktober 2009 mit 254 von 471 Stimmen angenommen wurde; erforderlich wären 236 Stimmen gewesen. Die Regierung Boc war damit nur noch geschäftsführend im Amt. PSD und PNL planten nunmehr bis zur Abhaltung der Präsidentschaftswahlen die Einsetzung eines Technokratenkabinetts, dem der deutschstämmige Bürgermeister von Sibiu, Klaus Johannis, vorstehen sollte. Staatspräsident Băsescu lehnte den Vorschlag ab und nominierte am 15. Oktober seinerseits den Finanzexperten Lucian Croitoru als Ministerpräsidenten, der jedoch nur von der PD-L unterstützt und am 4. November vom Parlament abgelehnt wurde. Am 6. November schlug Băsescu den Bukarester Stadtbezirksbürgermeister Liviu Negoiță (PD-L) als Ministerpräsidenten vor. Auch dieser scheiterte mit dem Versuch, eine parlamentarische Mehrheit zu organisieren, und gab den Regierungsauftrag am 15. Dezember 2009 zurück.
Am 27. November 2009 annullierte ein Bukarester Gericht wegen Formfehlern die am 1. Oktober erfolgte Ernennung von Vasile  Blaga (PD-L) zum Innenminister. Dieses Ministerium wurde vorübergehend von Staatssekretären geführt.
Nach den von Băsescu am 6. Dezember 2009 knapp gewonnenen Stichwahlen um die Präsidentschaft nominierte er am 17. Dezember Emil Boc erneut für das Amt des Ministerpräsidenten. Boc formte eine Regierung aus PD-L und UDMR (siehe Kabinett Boc II), die am 23. Dezember vom Parlament bestätigt wurde. Damit endeten das Mandat der ersten Boc-Regierung und eine monatelange politische Krise.

## Zusammensetzung
Das Kabinett bestand aus 21 Mitgliedern:
| Kabinett Boc I                                             | Kabinett Boc I | Kabinett Boc I            | Kabinett Boc I | Kabinett Boc I    | Kabinett Boc I    |
| Funktion                                                   | Bild           | Name                      | Partei         | Amtszeit (Beginn) | Amtszeit (Ende)   |
| ---------------------------------------------------------- | -------------- | ------------------------- | -------------- | ----------------- | ----------------- |
| Ministerpräsident                                          |                | Emil Boc                  | PD-L           | 22. Dezember 2008 | 23. Dezember 2009 |
| Stellvertretender Ministerpräsident                        |                | Dan Nica                  | PSD            | 22. Dezember 2008 | 1. Oktober 2009   |
| Stellvertretender Ministerpräsident                        |                | Vasile Blaga (interim)    | PD-L           | 1. Oktober 2009   | 23. Dezember 2009 |
| Außenminister                                              |                | Cristian Diaconescu       | PSD            | 22. Dezember 2008 | 1. Oktober 2009   |
| Außenminister                                              |                | Cătălin Predoiu (interim) | parteilos      | 1. Oktober 2009   | 23. Dezember 2009 |
| Finanzminister                                             |                | Gheorghe Pogea            | PD-L           | 22. Dezember 2008 | 23. Dezember 2009 |
| Wirtschaftsminister                                        |                | Adriean Videanu           | PD-L           | 22. Dezember 2008 | 23. Dezember 2009 |
| Minister für Justiz und bürgerliche Freiheiten             |                | Cătălin Predoiu           | parteilos      | 22. Dezember 2008 | 23. Dezember 2009 |
| Minister für Inneres und Verwaltung                        |                | Gabriel Oprea             | PSD            | 23. Dezember 2009 | 13. Januar 2009   |
| Minister für Inneres und Verwaltung                        |                | Dan Nica (interim)        | PSD            | 13. Januar 2009   | 20. Januar 2009   |
| Minister für Inneres und Verwaltung                        |                | Liviu Dragnea             | PSD            | 20. Januar 2009   | 2. Februar 2009   |
| Minister für Inneres und Verwaltung                        |                | Dan Nica                  | PSD            | 2. Februar 2009   | 1. Oktober 2009   |
| Minister für Inneres und Verwaltung                        |                | Vasile Blaga (interim)    | PD-L           | 1. Oktober 2009   | 23. Dezember 2009 |
| Verteidigungsminister                                      |                | Mihai Stănișoară          | PD-L           | 22. Dezember 2008 | 23. Dezember 2009 |
| Transport- und Infrastrukturminister                       |                | Radu Berceanu             | PD-L           | 22. Dezember 2008 | 23. Dezember 2009 |
| Minister für Handel, sowie kleine und mittlere Unternehmen |                | Constantin Niță           | PSD            | 22. Dezember 2008 | 1. Oktober 2009   |
| Minister für Handel, sowie kleine und mittlere Unternehmen |                | Gabriel Sandu (interim)   | PD-L           | 1. Oktober 2009   | 23. Dezember 2009 |
| Minister für Landwirtschaft und ländliche Entwicklung      |                | Ilie Sârbu                | PSD            | 22. Dezember 2008 | 1. Oktober 2009   |
| Minister für Landwirtschaft und ländliche Entwicklung      |                | Radu Berceanu (interim)   | PD-L           | 1. Oktober 2009   | 23. Dezember 2009 |
| Gesundheitsminister                                        |                | Ion Bazac                 | PSD            | 22. Dezember 2008 | 1. Oktober 2009   |
| Gesundheitsminister                                        |                | Adriean Videanu (interim) | PD-L           | 1. Oktober 2009   | 23. Dezember 2009 |
| Minister für regionale Entwicklung und Wohnungsbau         |                | Vasile Blaga              | PD-L           | 22. Dezember 2008 | 23. Dezember 2009 |
| Minister für Kultur, Religion und Nationalerbe             |                | Theodor Paleologu         | PD-L           | 22. Dezember 2008 | 23. Dezember 2009 |
| Minister für Kommunikation und Informationsgesellschaft    |                | Gabriel Sandu             | PD-L           | 22. Dezember 2008 | 23. Dezember 2009 |
| Bildungs- und Forschungsminister(in)                       |                | Ecaterina Andronescu      | PSD            | 22. Dezember 2008 | 1. Oktober 2009   |
| Bildungs- und Forschungsminister(in)                       |                | Emil Boc (interim)        | PD-L           | 1. Oktober 2009   | 23. Dezember 2009 |
| Minister für Arbeit, Familie und soziale Sicherung         |                | Marian Sârbu              | PSD            | 23. Dezember 2009 | 3. September 2010 |
| Minister für Arbeit, Familie und soziale Sicherung         |                | Gheorghe Pogea (interim)  | PD-L           | 1. Oktober 2009   | 23. Dezember 2009 |
| Jugend- und Sportministerin                                |                | Monica Iacob-Ridzi        | PD-L           | 23. Dezember 2009 | 14. Juli 2009     |
| Jugend- und Sportministerin                                |                | Sorina Plăcintă           | PD-L           | 14. Juli 2009     | 23. Dezember 2009 |
| Minister(in) für Umwelt und nachhaltige Entwicklung        |                | Nicolae Nemirschi         | PSD            | 22. Dezember 2008 | 1. Oktober 2009   |
| Minister(in) für Umwelt und nachhaltige Entwicklung        |                | Elena Udrea (interim)     | PD-L           | 1. Oktober 2009   | 23. Dezember 2009 |
| Tourismusministerin                                        |                | Elena Udrea               | PD-L           | 22. Dezember 2008 | 23. Dezember 2009 |
| Beigeordnete(r) Minister(in) für Beziehungen zum Parlament |                | Victor Ponta              | PSD            | 22. Dezember 2008 | 1. Oktober 2009   |
| Beigeordnete(r) Minister(in) für Beziehungen zum Parlament |                | Sorina Plăcintă (interim) | PD-L           | 1. Oktober 2009   | 23. Dezember 2009 |